# Boulevard Ferdinand-de-Lesseps
Le boulevard Ferdinand-de-Lesseps est une voie marseillaise située à cheval entre les 3e, 14e et 15e arrondissements de Marseille. 

## Situation et accès
Le boulevard va de la place Bougainville au boulevard de Plombières.
Cette grande rocade large de 34 mètres comporte deux chaussées séparées par l’autoroute A557 qui permet la liaison à sens unique d’est en ouest entre les autoroutes A7 et A55 en direction de la Joliette, ce qui occasionne un trafic important aux heures de pointe vu qu’à l’extrémité est du boulevard se trouve l’échangeur 36 de l’A7 qui y donne accès en direction du nord.
Jusqu’à la construction de l’autoroute A7, ce boulevard ainsi que le boulevard de Plombières furent séparés par un rond-point nommé « rond-point de l’Intendance » dont les plaques l’indiquant subsistent encore aujourd’hui.

## Origine du nom
Le boulevard doit son nom à Ferdinand de Lesseps, diplomate et entrepreneur français (1805-1894), par délibération du Conseil municipal du 17 décembre 1957.

## Historique
La rue est classée à la voirie des rues de Marseille le 21 janvier 1897.

## Bâtiments remarquables et lieux de mémoire
- Au numéro 7 se trouve le dépôt Arenc, qui exploite les lignes d’autobus RTM desservant les quartiers nord de la ville.
- Aux numéros 9 et 15 se trouvent respectivement l’école primaire Arenc-Bachas ainsi que l’école maternelle Extérieur. S’y trouvait le collège Arenc-Bachas, fermé en 2012 et déplacé au numéro 236 de la rue de Lyon sous le nom de collège Rosa-Parks.
- Au numéro 19 se trouve la station de métro ainsi que le pôle d’échanges multimodal de Bougainville, qui fut le terminus de la ligne 2 de 1987 à 2019. Ce pôle d'échange est traversé en souterrain par le ruisseau des Aygalades.
- Au numéro 29 se trouve l’entrée principale de la gare de marchandises du Canet, au sud de cette dernière.
- Au numéro 33 se trouve le siège social de la compagnie fruitière.